# František Máka
František Máka (ur. 27 września 1968 w Jiczynie) – czeski narciarz uprawiający kombinację norweską, medalista mistrzostw świata juniorów, dwukrotny olimpijczyk.

## Kariera
Zdobył srebrny medal w konkurencji drużynowej podczas mistrzostw świata juniorów w 1988 w Saalfelden am Steinernen Meer.
Startując w rywalizacji seniorów zajął 6. miejsce w konkurencji indywidualnej metodą Gundersena oraz 7. miejsce w sztafecie na mistrzostwach świata w 1991 w Val di Fiemme. Na igrzyskach olimpijskich w 1992 w Albertville zajął 15. miejsce indywidualnie i 6. w drużynie, a na mistrzostwach świata w 1993 w Falun zajął 9. miejsce indywidualnie i 5. miejsce drużynowo.
Zajął 5. miejsce w drużynie i 18. miejsce w Gundersenie na igrzyskach olimpijskich w 1994 w Lillehammer. Na mistrzostwach świata w 1995 w Thunder Bay zajął 7. miejsce w drużynie 1 26. miejsce indywidualnie, a na mistrzostwach świata w 1997 w Trondheim 4. miejsce w drużynie i 9. miejsce indywidualnie.

## Osiągnięcia

### Igrzyska olimpijskie
| Miejsce | Dzień     | Rok  | Miejscowość | Konkurencja             | Wynik zwycięzcy | Strata   | Zwycięzca           |
| ------- | --------- | ---- | ----------- | ----------------------- | --------------- | -------- | ------------------- |
| 15.     | 12 lutego | 1992 | Albertville | Gundersen K-90/15 km    | 44:28,1         | +3:34,7  | Fabrice Guy         |
| 6.      | 17 lutego | 1992 | Albertville | Sztafeta K-90/3 × 10 km | 1:23:36,6       | +9:04,7  | Japonia             |
| 22.     | 19 lutego | 1994 | Lillehammer | Gundersen K-90/15 km    | 39:07,9         | +6:18,3  | Fred Børre Lundberg |
| 5.      | 24 lutego | 1994 | Lillehammer | Sztafeta K-90/3 × 10 km | 1:22:51,8       | +12:04,1 | Japonia             |

### Mistrzostwa świata
| Miejsce | Dzień     | Rok  | Miejscowość   | Konkurencja             | Wynik zwycięzcy | Strata   | Zwycięzca           |
| ------- | --------- | ---- | ------------- | ----------------------- | --------------- | -------- | ------------------- |
| 6.      | 9 lutego  | 1991 | Val di Fiemme | Gundersen K-90/15 km    | 41:00,6         | +2:24,1  | Fred Børre Lundberg |
| 7.      | 13 lutego | 1991 | Val di Fiemme | Sztafeta K-90/3 × 10 km | 1:21:22,5       | +6:09,5  | Austria             |
| 9.      | 19 lutego | 1993 | Falun         | Gundersen K-90/15 km    | 46:47,5         | +4:11,0  | Kenji Ogiwara       |
| 5.      | 23 lutego | 1993 | Falun         | Sztafeta K-90/3 × 10 km | 1:19:25,7       | +12:09,4 | Japonia             |
| 26.     | 11 marca  | 1995 | Thunder Bay   | Gundersen K-90/15 km    | 44:19,9         | +6:23,3  | Fred Børre Lundberg |
| 7.      | 15 marca  | 1995 | Thunder Bay   | Sztafeta K-90/4 × 5 km  | 56:20,2         | +8:08,4  | Japonia             |
| 9.      | 23 lutego | 1997 | Trondheim     | Gundersen K-90/15 km    | 43:58,1         | +2:38,2  | Kenji Ogiwara       |
| 4.      | 26 lutego | 1997 | Trondheim     | Sztafeta K-90/4 × 5 km  | 54:57,1         | +2:39,1  | Norwegia            |

### Mistrzostwa świata juniorów
| Miejsce | Dzień    | Rok  | Miejscowość | Konkurencja             | Wynik zwycięzcy | Strata | Zwycięzca |
| ------- | -------- | ---- | ----------- | ----------------------- | --------------- | ------ | --------- |
| 2.      | 6 lutego | 1988 | Saalfelden  | Sztafeta K-90/3 × 10 km | ?               | ?      | Norwegia  |

### Puchar Świata

#### Miejsca w klasyfikacji generalnej
- sezon 1989/1990: 17.
- sezon 1990/1991: 17.
- sezon 1991/1992: 9.
- sezon 1992/1993: 25.
- sezon 1993/1994: 18.
- sezon 1994/1995: 42.

### Puchar Kontynentalny

#### Miejsca na podium chronologicznie
| Nr | Data          | Miejscowość | Konkurencja         | Wynik zwycięzcy | Pozycja | Strata | Zwycięzca  |
| -- | ------------- | ----------- | ------------------- | --------------- | ------- | ------ | ---------- |
| 1. | 3 marca 1991  | Szczyrk     | Gundersen K90/15 km | ?               | 1.      | -      | -          |
| 2. | 10 marca 1996 | Szczyrk     | Gundersen K90/15 km | ?               | 1.      | -      | -          |
| 3. | 16 marca 1996 | Baiersbronn | Gundersen K85/15 km | ?               | 2.      | ?      | Gard Myhre |